# Waubay
Waubay est une municipalité américaine située dans le comté de Day, dans l'État du Dakota du Sud.
La ville est fondée en 1880 lors de l'arrivée du chemin de fer. D'abord appelée Blue Lake, elle prend le nom de Waubay en 1885. Wa-be signifie « où les oiseaux sauvages nichent » en dakota.
Elle est située dans la réserve indienne de Lake Traverse.

## Démographie
| 1900 | 1910 | 1920 | 1930 | 1940 | 1950 |
| ---- | ---- | ---- | ---- | ---- | ---- |
| 430  | 803  | 979  | 903  | 882  | 879  |

| 1960 | 1970 | 1980 | 1990 | 2000 | 2010 |
| ---- | ---- | ---- | ---- | ---- | ---- |
| 851  | 696  | 675  | 647  | 662  | 576  |

Selon le recensement de 2010, elle compte 576 habitants. La municipalité s'étend sur 1,45 milles carrés (3,76 km2).